# Johanneskirchenkopf
Der Johanneskirchenkopf, auch Johanniskirchenkopf, ist ein 332,2 m ü. NHN hoher Berg nordwestlich von Fritzlar im nordhessischen Schwalm-Eder-Kreis. Er befindet sich zwischen dem Stadtteil Geismar und dem Edertaler Ortsteil Wellen, aber in der Gemarkung des Stadtteils Züschen.

## Geschichte

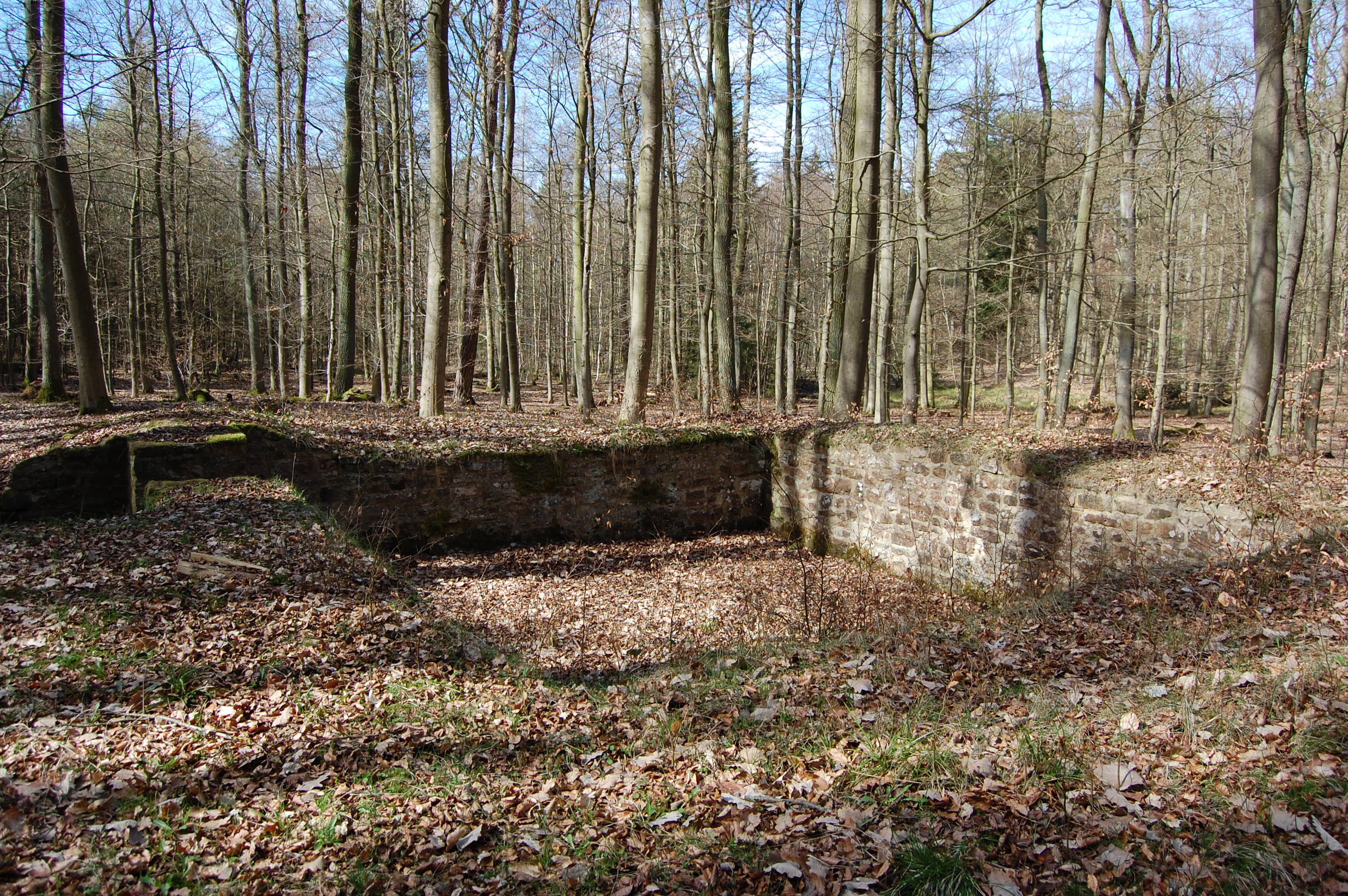
Ruine Johanneskirche

Auf dem Johanneskirchenkopf könnte die Donareiche, ein Donar-Heiligtum der Chatten, gestanden haben, die 723 durch den angelsächsischen Mönch Bonifatius „bei Geismar“ gefällt wurde. Nach der Überlieferung wurde aus ihrem Holz eine Kapelle errichtet, wahrscheinlich die erste St. Peterskirche im nahen Fritzlar. Es gibt allerdings auch Vermutungen, die Vorgängerkapelle der Johanneskirche des Dorfes Hayn, das seit mindestens 1433 eine Wüstung ist, sei daraus errichtet worden. Die Reste der Johanneskirche sind noch inmitten eines dichten Eichenbestands auf dem Johanneskirchenkopf erhalten und können, nebst einer neu gepflanzten „Donar-Eiche“, besichtigt werden. 
Wahrscheinlicher ist jedoch, dass die von Bonifatius gefällte Donar-Eiche auf dem Domhügel der heutigen Stadt Fritzlar stand. Dies ist insbesondere deshalb plausibel, weil das Holz des Baumes zum Bau der ersten Kirche in Fritzlar genutzt worden sein soll. Auch ist die chattische Siedlung „Altgeismar“, die in den 1970er Jahren einige hundert Meter südwestlich des heutigen Ortskerns von Geismar ausgegraben wurde, dem Fritzlar Domhügel wesentlich näher als dem Johanneskirchenkopf.

## Wandergebiet
Zahlreiche markierte Wanderwege führen in den Bereich des Johanneskirchenkopf, z. B. in Richtung Geismar, Fritzlar im Osten oder durch die Wolfsschlucht hinab nach Wellen bzw. zur Bahnstation in Wega. Ein Bonifatiuspfad führt von Geismar zum Johanneskirchenkopf. Der Ederhöhenweg mit dem Wanderzeichen E führt am Johanneskirchenkopf vorbei.